# Брикин Сити
«Бри́кин Си́ти» (англ. и скотс Brechin City F.C.) — шотландский футбольный клуб из города Брикин, выступающий в Лиге Хайленда. Основан в 1906 году, путём слияния команд «Брикин Харп» и «Брикин Хартс». Домашние матчи, начиная с 1919 года, проводит на стадионе «Глиб Парк», вмещающем более 4 тысяч зрителей. Клуб вступил в шотландскую лигу в 1923 году, но до Второй мировой войны выступал в ней неудачно, периодически выбывая и вновь возвращаясь в третий дивизион. В конце 1950-х годов на короткое время «Брикин Сити» перестал быть одним из слабейших клубов шотландской лиги, а в сезоне 1957/58 дошёл до полуфинала Кубка лиги, но в 1960-х — 1970-х годах клуб вновь прочно обосновался на последних местах второго дивизиона. В дальнейшем клуб так же не добивался значительных успехов проводя большее время во втором дивизионе шотландской лиги, который с 1980-х годов является третьим по силе дивизионом Шотландии.

## Достижения
- Второй дивизион Шотландии:
  - Победитель (3): 1982/83, 1989/90, 2004/05.
- Третий дивизион Шотландии:
  - Победитель (1): 2001/02.
- Шотландский кубок вызова:
  - Финалист (1): 2002/03.